# Eibisch (Gattung)
Die Pflanzengattung Eibisch (Althaea) gehört zur Familie der Malvengewächse (Malvaceae). Die etwa zwölf Arten sind von Europa bis Südwest- und Zentralasien verbreitet.

## Beschreibung

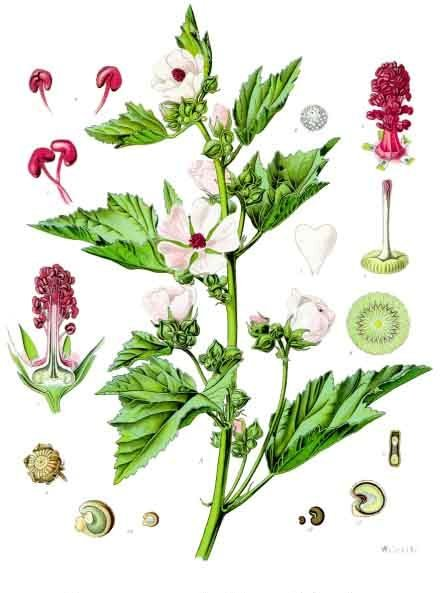
Illustration des Echten Eibisch (Althaea officinalis)

### Vegetative Merkmale
Althaea-Arten sind einjährige oder ausdauernde krautige Pflanzen, die selbstständig aufrecht wachsen. Die meisten Pflanzenteile besitzen mehr oder weniger viele Sternhaare. Die wechselständigen Laubblätter sind einfach oder drei- bis fünflappig bis -teilig. Es sind Nebenblätter vorhanden.

### Generative Merkmale
Die Blüten stehen einzeln oder in Bündeln in den Blattachseln, manchmal in endständigen, traubigen Blütenständen. Der Außenkelch ist neunlappig. Die zwittrigen Blüten sind radiärsymmetrisch und fünfzählig. Fünf Kelchblätter sind becherförmig verwachsen. Die fünf lavendel- bis rosafarbenen, verkehrteiförmigen Kronblätter sind nur höchstens 2 cm ihrer Länge trichterförmig verwachsen und die Enden sind leicht eingekerbt. Bei der Unterfamilie Malvoideae sind die vielen Staubblätter zu einer den Stempel umgebenden Röhre verwachsen, der sogenannten Columna, sie ist bei den Althaea-Arten zylindrisch und behaart. Die bräunlich purpurfarbenen Staubbeutel stehen in Gruppen um ihre Spitze. Der Fruchtknoten besteht aus acht bis 25 Kammern, jede mit nur einer aufrechten Samenanlage.
Die Spaltfrüchte zerfallen in acht bis 25 einsamige, ungeflügelte Teilfrüchte.

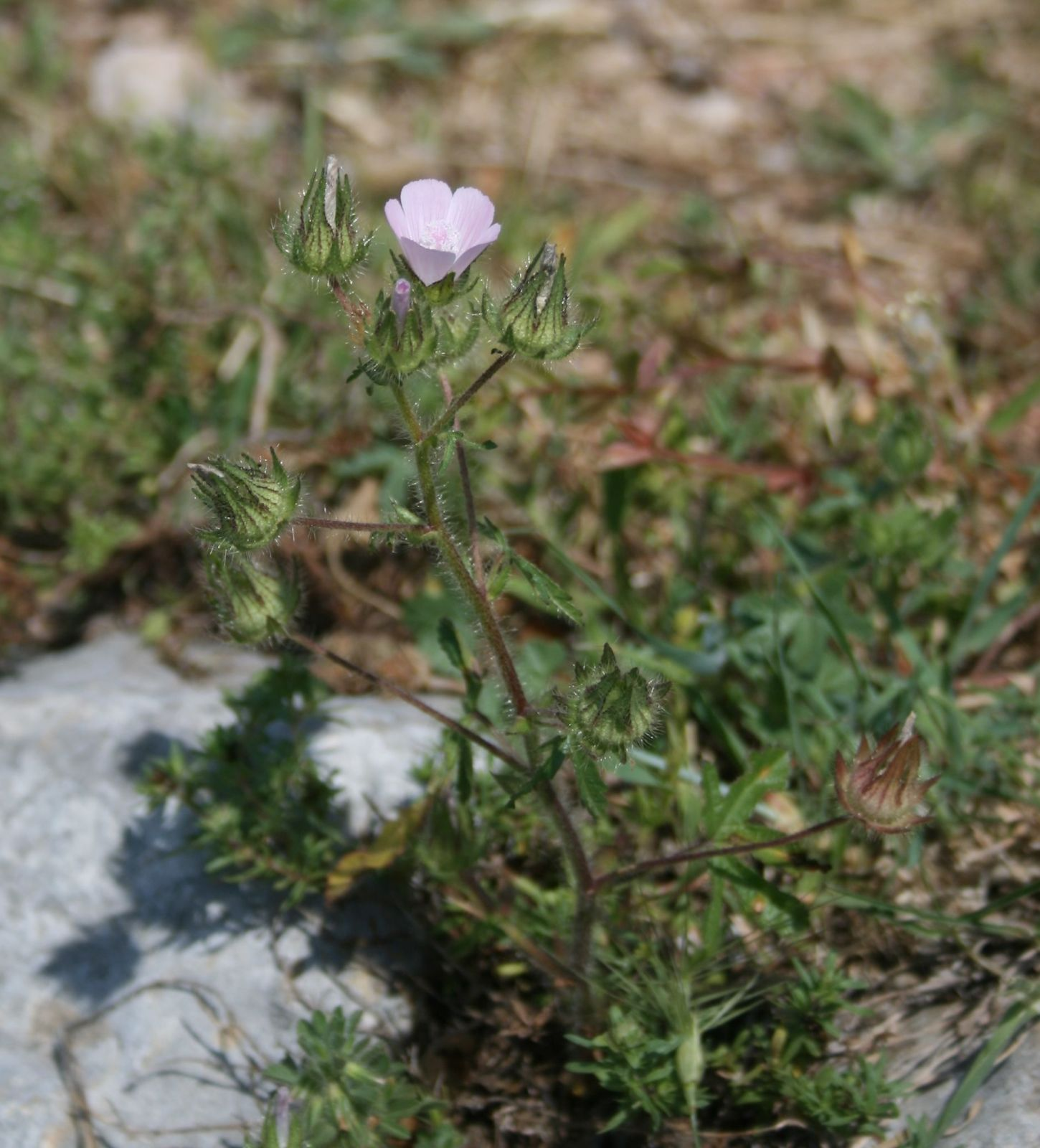
Rauer Eibisch (Althaea hirsuta)

## Systematik
Die Gattung Althaea wurde 1753 durch Carl von Linné in Species Plantarum, Tomus II, S. 686 aufgestellt. Der Name Althaea geht auf die altgriechische Bezeichnung althaía für „Heilkraut“, „Wilde Malve“ zurück und leitet sich von althéeis = „heilkräftig“ bzw. álth(aín)ein = „heilen“; ursprünglich auch wachsen machen, ernähren ab.
Es gibt etwa zwölf Althaea-Arten (Auswahl):
- Althaea armeniaca Ten.: Sie kommt im Kaukasusraum, in Turkmenistan, in der Türkei, in Afghanistan und im nördlichen Iran vor.[3]
- Althaea broussonetiifolia Iljin: Sie kommt in Russland, in Kasachstan und in Usbekistan vor.[3]
- Hanfblättriger Eibisch (Althaea cannabina L.): Sie kommt in Südeuropa, Südosteuropa, Mitteleuropa und Osteuropa, in West- und Zentralasien, im Kaukasusraum und in Algerien vor.[3]
- Rauer Eibisch (Althaea hirsuta L.)
- Echter Eibisch (Althaea officinalis L.)
- Althaea villosa Blatt. (Syn.: Althaea villosoides Blatt.)

Bei manchem Autor nicht mehr zu dieser Gattung wird beispielsweise gerechnet:
- Althaea ludwigii L. → Malva ludwigii (L.) Soldano, Banfi & Galasso

## Hybriden
Es gibt Hybriden aus Kreuzungen vor allem von Alcea rosea und Althaea officinalis, die wegen ihrer größeren Resistenz gegen Malvenrost und über zwei Jahre hinausgehenden Lebensdauer als „Stockrosen“ auf dem Markt sind, beispielsweise unter dem Trivialnamen (Warenzeichen) Parkfrieden, Parkrondell und Parkallee.

## Synonyme
Eibisch ist ein Synonym für u. a. die Gattung Hibiskus und einige ihrer Arten.

Althaea rosea (L.) Cav. und Althaea sinensis Cav. sind Synonyme für die Art Stockrose (Alcea rosea L.).